# 圣若瑟小堂 (塞维利亚)

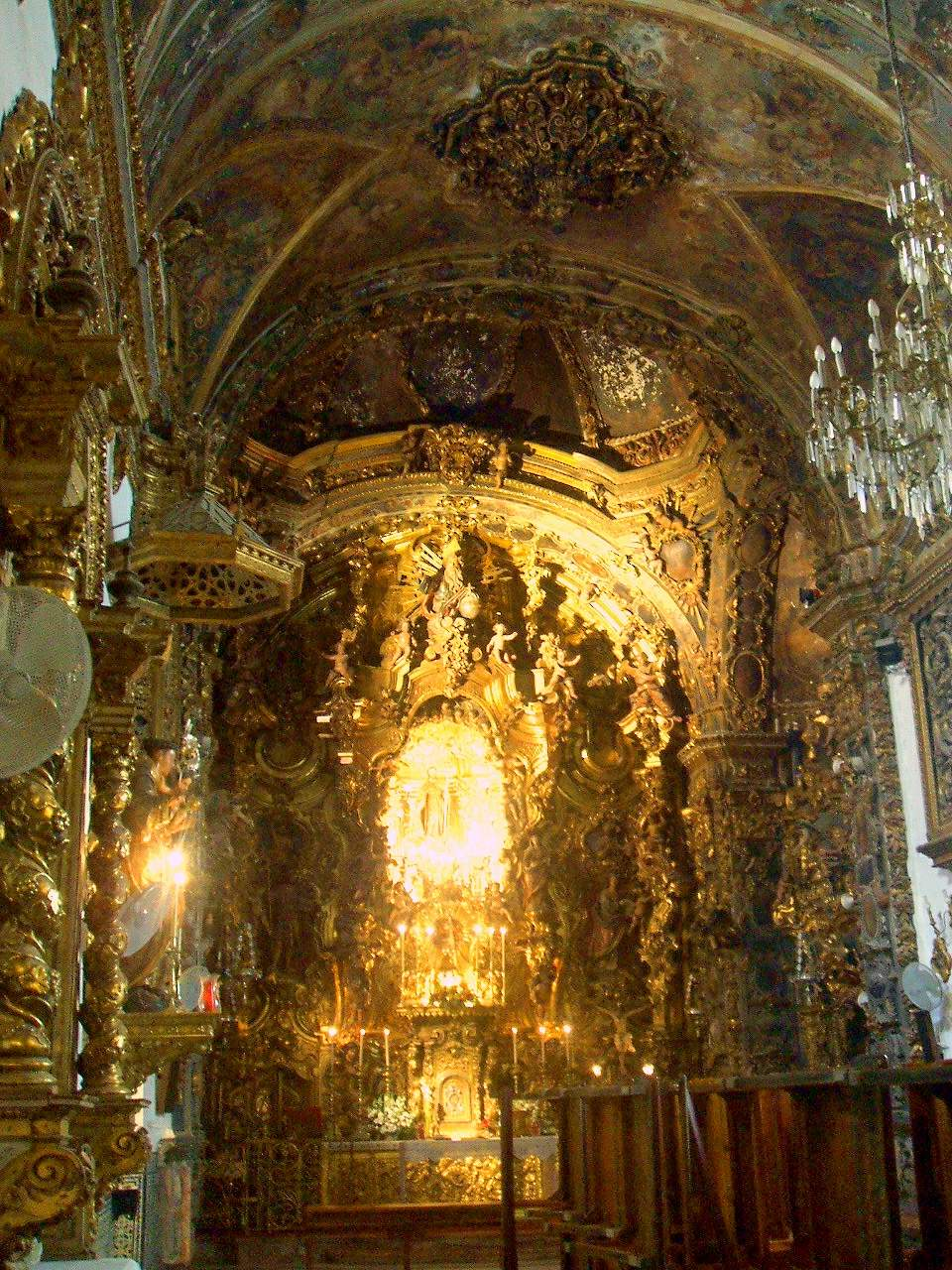

圣若瑟小堂（西班牙语：Capilla de San José）是一座罗马天主教小堂，位于西班牙安达卢西亚塞维利亚省塞维利亚老城区，巴洛克建筑风格，建于17-18世纪。自1916年以来，该堂属于方济嘉布遣会。
1912年9月4日公布为西班牙文化财产 。